# Паноплія
Паноплі́я (дав.-гр. πανοπλία, від πᾶν, «все» + ὅπλον, «броня») — повний комплект броні. Отже, паноплія — це повна броня гопліта або солдата важкого озброєння, тобто щит, нагрудний знак, шолом та наголінники разом з мечем та списом.
Що стосується броні пізніших періодів, то паноплія не використовувалася до кінця 16 — початку 17 століття, а потім її почали застосовувати як повний комплект пластинних обладунків, які повністю покривали тіло.